# Filmåret 1911

## Händelser

### September
- 1 september – Den svenska censurmyndigheten Statens biografbyrå börjar sin verksamhet, och Sverige därmed det första landet i världen som får filmcensur.[1]

## Årets filmer

### A - G
- Albert Engströms Islandsfärd
- Anförtrodda medel
- Badlif vid Mölle
- Blott en dröm
- Champagneruset
- Den farliga leken (Den farlige leg)
- Den svarte doktorn
- En million
- En sann historia från Fläsian eller Gubben X, kikaren och albusken
- Från franska revolutionen eller I döden för sin kärlek, Två städer (A Tale of Two Cities)
- Frödings begrafning

### H - N
- Herr och fru Mommesen på skogsutflykt
- Hon fick platsen eller Exkonung Manuel i Stockholm
- Hos prins Wilhelm och prinsessan Maria
- Hos prins Carl och prinsessan Ingeborg på deras sommarställe Fridhem
- Indianhyddan (De wigwam)
- Järnbäraren
- Kronprinsparet på Drottningholm
- L'Inferno

### O - Ö
- Ombord på Fylgia
- Opiumhålan
- Pas de deux och Brahms Ungerska danser
- Rannsakningsdomaren
- Ryska sällskapsdanser
- Spionen
- Sprängda bojor eller Lidandets väg (Calvario)
- Stockholmsdamernas älskling
- Stockholmsfrestelser
- Student-växeln eller Fredagen den 13:e
- Svarta drömmen (Den sorte Drøm)

## Födda
- 5 januari – Jean-Pierre Aumont, fransk skådespelare.
- 11 januari – Harald Heide Steen, norsk skådespelare.
- 14 januari – Ella Rosén, svensk skådespelare och scripta.
- 6 februari – Ronald Reagan, amerikansk president 1981–1989, skådespelare.
- 19 februari – Merle Oberon, amerikansk skådespelare.
- 3 mars – Jean Harlow, amerikansk skådespelare.
- 6 mars – Blenda Bruno, svensk skådespelare.
- 24 mars – Gabriel Rosén, svensk skådespelare.
- 15 maj – Maj Törnblad, svensk skådespelare.
- 17 maj – Maureen O’Sullivan, amerikansk skådespelare (Jane i Tarzan-filmer).
- 26 maj – Randi Brænne, norsk skådespelare.
- 27 maj – Vincent Price, amerikansk skådespelare.
- 5 juni – Helga Hallén, svensk skådespelare.
- 7 juni – Gustaf Hedberg, svensk skådespelare, sångare och producent.
- 3 juli – Ottar Wicklund, norsk skådespelare.
- 7 juli – Charles Redland, svensk kompositör, kapellmästare och musiker, arrangör av filmmusik.
- 12 juli – Saga Sjöberg, svensk skådespelare och sångerska.
- 16 juli – Ginger Rogers, amerikansk skådespelare och dansare.
- 18 juli – Hume Cronyn, amerikansk skådespelare och manusförfattare.
- 30 juli – Rune Halvarsson, svensk skådespelare.
- 5 augusti – Robert Taylor, amerikansk skådespelare.
- 8 augusti – Else Jarlbak, dansk skådespelare.
- 11 augusti – Erik Hell, svensk skådespelare.
- 14 augusti – Karl-Arne Holmsten, svensk skådespelare.
- 30 augusti – Henake Schubak, finländsk skådespelare.
- 14 september – Rune Waldekranz, svensk filmproducent, manusförfattare, författare och filmforskare.
- 18 september – Kotti Chave, finlandssvensk skådespelare.
- 3 oktober – Michael Hordern, brittisk skådespelare.
- 16 oktober – Mafalda Figoni, svensk solodansös, skådespelare och koreograf.
- 23 november – Börje Mellvig, svensk skådespelare, manusförfattare, regissör och textförfattare.
- 3 december – Nino Rota, italiensk filmmusik-kompositör.
- 16 december – Gudrun Moberg, svensk skådespelare och sångerska.
- 18 december – Jules Dassin, amerikansk regissör och skådespelare.
- 22 december – Wiola Brunius, svensk skådespelare.

## Avlidna
- 6 juni – Frithiof Strömberg, svensk skådespelare och operasångare.
- 11 augusti – Verner Clarges, amerikansk skådespelare.
- 2 november – Kyrle Bellew, amerikansk skådespelare.

### Webbkällor
- Svensk Filmdatabas – Filmer med premiär 1911

### Fotnoter
1. ↑  20:e århundrades När Var Hur – 1911, Bernt Himmelstedt, Forum, 1999